# 감일백제중학교
감일백제중학교(甘一百濟中學校)는 대한민국 경기도 하남시 감일동에 있는 공립 중학교이다.

## 학교 연혁
- 2023년 3월 1일 : 감일백제중학교 10학급 개교
- 2023년 3월 1일 : 초대 정혜원 교장 취임
- 2023년 3월 2일 : 제1회 입학식(178명 입학, 전교생 286명)
- 2023년 8월 16일 : 1학년 1학급, 3학년 1학급 증설(1학년 7학급, 2학년 3학급, 3학년 2학급)
- 2024년 1월 5일 : 제1회 졸업(졸업생수 54명)
- 2024년 3월 4일 : 제2회 입학식(188명 입학, 전교생 486명)

## 참고 자료
- 감일백제중학교 - 한국교육학술정보원 학교알리미